# Matt Wilson (Snookerspieler)
Matt Wilson (* im 20. Jahrhundert) ist ein ehemaliger englischer Snookerspieler aus Derbyshire, der zwischen 1993 und 2001 insgesamt sieben Saisons Profispieler war.

## Karriere
1992 machte Wilson erstmals auf sich aufmerksam, als er das Halbfinale der Qualifikation für das Endspiel um die English Amateur Championship erreichte, im Prinzip also das Viertelfinale des Turnieres. Dort schied er gegen Stephen Lee aus. Im selben Jahr vertrat er England bei der Amateurweltmeisterschaft, wo er bis ins Achtelfinale kam. Ein Jahr später wurde er Profispieler. Seine Debütsaison war von vielen frühen Niederlagen geprägt. Erste Achtungserfolge setzte er bei der Strachan Challenge 1994, bei deren erstem Event er das Viertelfinale und bei deren zweitem Event er das Achtelfinale erreichte. Höhepunkt der nächsten Saison war eine Finalteilnahme beim ersten Event der WPBSA Minor Tour 1994/95. Dadurch platzierte er sich am Saisonende auf Rang 134.
Auch in der Saison 1995/96 gelang ihm ein Achtungserfolg, diesmal stand er bei der Benson and Hedges Championship im Viertelfinale. Da er daneben auch drei weitere Male die Hauptrunde eines Ranglistenturnieres erreichte, belegte er am Saisonende mit Rang 96 die beste Platzierung seiner Karriere. Eine weitere Hauptrundenteilnahme, diesmal bei den International Open, verbuchte er in der Saison 1996/97. Trotzdem verschlechterte er sich auf Platz 118 der Weltrangliste. Weil gleichzeitig eine Strukturänderung die Anzahl der Profispieler begrenzte, verlor Wilson seinen Profistatus. Da ihm die sofortige Wiederqualifikation über die WPBSA Qualifying School nicht glückte, wich er auf die UK Tour 1997/98 aus. Da er hier gute Ergebnisse erzielen konnte, kehrte er nach nur einer Saison auf die Profitour zurück.
Bei seiner Rückkehr musste Wilson aber viele frühe Niederlage hinnehmen. Auch wenn er bei den Scottish Open erneut die Hauptrunde eines Ranglistenturnieres erreichte, platzierte er sich auf der Weltrangliste nur auf Rang 140. Zwar blieb er formal als Profispieler gelistet, musste aber anschließend auf die UK Tour 1999/2000 ausweichen. Dank mehrerer guter Ergebnisse, darunter der Gewinn eines UK-Tour-Events und eine Halbfinalteilnahme bei der Benson and Hedges Championship, konnte Wilson direkt wieder zurückkehren. Im Laufe der Saison 2000/01 gelang ihm zwar beim Grand Prix eine weitere Hauptrundenteilnahme, Rang 135 reichte aber erneut nicht für einen Verbleib auf der Profitour aus. Diesmal verlor er seinen Profistatus wieder.
Ab Mitte der 2000er Jahre erzielte ein Matt Wilson bei diversen englischen Amateurturnieren gute Ergebnisse. Die Datenbank CueTracker führt diese auch unter ihrem Eintrag zu dem hier dargestellten Matt Wilson. Ob diese Ergebnisse aber wirklich von diesem Matt Wilson erzielt wurden oder aber ein Namensvetter aus High Wycombe dafür verantwortlich ist, ist unklar.

## Erfolge
| Ausgang         | Jahr | Turnier                            | Finalgegner   | Ergebnis |
| --------------- | ---- | ---------------------------------- | ------------- | -------- |
| Profiturniere   |      |                                    |               |          |
| Zweiter         | 1994 | WPBSA Minor Tour 1994/95 – Event 1 | Jamie Woodman | 2:6      |
| Amateurturniere |      |                                    |               |          |
| Sieger          | 1999 | UK Tour 1999/2000 – Event 1        | Barry Hawkins | 6:4      |